# Cyclophora angeronaria
Cyclophora angeronaria là một loài bướm đêm trong họ Geometridae.